# سموقة (منبج)
سموقة بلدة سوريّة تتبع إداريّاً لمحافظة حلب منطقة منبج ناحية مسكنة، بلغ تعداد سكانها 2,115 نسمة حسب التعداد السكاني لعام 2004.